# Ichkeul (jezero)
Ichkeul (arabsky بحيرة إشكل‎, Ichkeul) je jezero na severu Tuniska. Má rozlohu 85 km². Je součástí stejnojmenného národního parku Ichkeul, který je součástí světového přírodního dědictví UNESCO.
Ichkeul je posledním velkým sladkovodním jezerem v severní Africe a představuje klíčový bod pro migraci ptáků mezi Evropou a Afrikou. Každou zimu zde přezimuje až 200 000 vodních ptáků, včetně druhů jako jsou lysky černé, poláci velcí, čírky obecné a husice liščí. Mokřady poskytují těmto ptákům nezbytné prostředí pro odpočinek a hledání potravy.

## Vodní režim
Hydrologie jezera je charakteristická sezónními změnami. V zimě je jezero napájeno šesti hlavními řekami, což snižuje salinitu vody a zvyšuje hladinu jezera, což následně vede k zaplavování okolních mokřadů. Přebytečná voda odtéká přes řeku Tinja do nedalekého jezera Bizerte. V létě, kdy je přítok vody omezený, se salinita zvyšuje vlivem odpařování a mořské vody pronikající zpět do jezera. Tento dynamický hydrologický režim je klíčový pro udržení ekologické rovnováhy v jezeře i v celém národním parku.

## Okolí
V okolí se nacházejí města Tinja, Mateur a Menzel Bourguiba.